# My Fair Lady
My Fair Lady – musical z roku 1956 (oparty na dramacie Pigmalion George’a Bernarda Shawa) z librettem Alana Jaya Lernera oraz muzyką Fredericka Loewe. Opowiada historię kwiaciarki z niższych sfer Elizy Doolittle, która pod wpływem profesora fonetyki Henry’ego Higginsa zmienia się w damę. W premierowej produkcji na Broadwayu oraz West Endzie wystąpili Rex Harrison i Julie Andrews.
Produkcja na Broadwayu z 1956 roku była znacznym sukcesem ustanawiając w tamtym czasie rekord najdłużej granego nowojorskiego przedstawienia. Produkcję przeniesiono do Londynu w 1958, musical w 1964 roku został sfilmowany.

## Produkcja

### Początki
W połowie lat trzydziestych producent filmowy Gabriel Pascal nabył prawa do produkcji filmowych wersji kilku sztuk George’a Bernarda Shawa, w tym Pygmaliona. Shaw mając złe doświadczenia z The Chocolate Soldier (wiedeńską operetką opartą na jego sztuce Arms and the Man) odmówił zgody na adaptację Pigmaliona w musical (Pascal nakręcił zatem w 1937 adaptację filmową). Po śmierci Shawa w 1950 Pascal poprosił autora tekstów Alana Jaya Lernera o napisanie musicalu. Lerner zgodził się i z kompozytorem Frederickiem Loewe rozpoczęli pracę. Szybko jednak zdali sobie sprawę, że sztuka narusza kilka kluczowych zasad konstruowania musicalu: główny wątek nie był historią miłosną, nie było rozbudowanej fabuły ani drugiego wątku miłosnego oraz scen zbiorowych. Oscar Hammerstein II, który wraz z Richardem Rodgersem również bezskutecznie próbował zaadaptować Pigmaliona na musical, powiedział Lernerowi, że „przekształcenie tej sztuki w musical jest niemożliwe”. Lerner i Loewe porzucili projekt na dwa lata.

### Powstanie dzieła
Pascal zmarł roku 1954, Chase Manhattan Bank przejął jego prawa. Lerner znów zaczął myśleć o Pigmalionie. Skontaktował się z Loewe i zaczęli ponownie pracę dochodząc do wniosku, że adaptacja wymaga dodania więcej treści, której nie zawierał dramat. Zaczęli pisać starając się dopiero o prawa do adaptacji muzycznej Pigmaliona i walcząc o nie z Metro-Goldwyn-Mayer (które usiłowało wymusić na nich wycofanie się z wyścigu). Loewe stwierdzając „napiszemy musical bez praw, a kiedy nadejdzie czas, by bank zdecydował, kto ma je nabyć będziemy przed wszystkimi innymi i będą zmuszeni je nam przekazać”. Przez kolejne pięć miesięcy Lerner i Loewe pisali i podejmowali decyzje castingowe. Ostatecznie zgodnie z przewidywaniami bank przyznał im prawa do adaptacji.
Lerner zdecydował się na tytuł My Fair Lady, odnosząc się zarówno do jednego z prowizorycznych tytułów Shawa dla Pigmaliona (Fair Eliza), jak i do ostatniego wiersza każdej zwrotki rymowanki London Bridge Is Falling Down. Pierwotnie rolę profesora Higginsa zaoferowano Noëlowi Cowardowi, który jednak ją odrzucił sugerując, aby producenci obsadzili Rexa Harrisona który po długich deliberacjach przyjął rolę. Mary Martin była pierwszym wyborem do roli Elizy Doolittle, ale również odmówiła. Twórcy wypatrzyli dwudziestojednoletnią brytyjską aktorkę Julie Andrews, która dwa lata wcześniej zadebiutowała na Broadwayu w musicalu The Boy Friend. Reżyser Moss Hart zgodził się wyreżyserować po wysłuchaniu tylko dwóch piosenek. Orkiestracji podjęli się doświadczeni Robert Russell Bennett i Philip J. Lang. W scenariuszu musicalu wykorzystano kilka scen dopisanych przez Shawa dla filmowej wersji Pigmaliona z 1938 roku (sekwencję balu w ambasadzie i zmienione w porównaniu do dramatu zakończenie filmu). Rozbudowano sekwencje lekcji Elizy.

### USA

#### 1956 Broadway prapremiera
Musical przed Broadwayem był testowany w teatrze Shubert w New Haven. Podczas pierwszego pokazu przedpremierowego Rex Harrison, nieprzyzwyczajony do śpiewania przed orkiestrą zamknął się w swojej garderobie i wyszedł z niej dopiero na godzinę przed podniesieniem kurtyny. My Fair Lady była następnie grana przez cztery tygodnie w Erlanger Theatre w Filadelfii, począwszy od 15 lutego 1956 roku.
Premiera musicalu na Broadwayu miała miejsce 15 marca 1956 roku w Mark Hellinger Theatre w Nowym Jorku. Spektakl został potem przeniesiony do Broadhurst Theatre, a następnie do Broadway Theatre, gdzie miało miejsce ostatnie 2717 przedstawienie dnia 29 września 1962 (ówczesny rekord). Oprócz Rexa Harrisona i Julie Andrews premierową obsadę stanowili: Stanley Holloway jako Alfred Doolitle, Robert Coote jako pułkownik Pickering, Cathleen Nesbitt jako pani Higgins, John Michael King jako Freddy. Harrison został zastąpiony przez Edwarda Mulhare w listopadzie 1957 a Sally Ann Howes zastąpiła Andrews w lutym 1958. Na początku 1959 był to najbardziej dochodowy musical w historii Broadway z 10 milionami dolarów przychodu.

#### 1976 Broadway
Pierwsze wznowienie na Broadwayu miało premierę w St. James Theatre 25 marca 1976, po przenosinach do Lunt-Fontanne Theatre i łącznie 377 przedstawieniach zamknięto je 20 lutego 1977 roku. Reżyserował Jerry Adler, Ian Richardson wystąpił jako Higgins, a Christine Andreas jako Eliza, George Rose jako Alfred P. Doolittle i Robert Coote odtwarzający swoją rolę Pickeringa. Richardson i Rose zostali nominowani do nagrody Tony dla najlepszego aktora w musicalu, Rose otrzymał to wyróżnienie.

#### 1981 Broadway
Kolejne wznowienie miało miejsce w Teatrze Uris 18 sierpnia 1981 zakończyło 29 listopada 1981, po 120 przedstawieniach. Nancy Ringham wystąpiła jako Eliza, Rex Harrison powtórzył swoją rolę Higginsa, Jack Gwillim jako Pickering, Cathleen Nesbitt w wieku 93 lat wcieliła się ponownie w rolę pani Higgins. Reżyserował Patrick Garland.

#### 1993 Broadway
Nowe wznowienie reżyserowane przez Howarda Daviesa miało premierę w Virginia Theatre dnia 9 grudnia 1993, ostatni spektakl 1 maja 1994 po 165 przedstawieniach. W obsadzie wystąpili Melissa Errico jako Eliza, Richard Chamberlain jako Higgins i Paxton Whitehead jako Pickering.

#### 2003 Hollywood Bowl
W dniu 3 sierpnia 2003 roku na jednorazowym koncercie w Hollywood Bowl wystąpili: Melissa Errico jako Eliza, John Lithgow jako Higgins, Roger Daltrey jako A. Doolittle i Paxton Whitehead jako Pickering.

#### 2007 Nowy Jork
W 2007 roku w Filharmonii Nowojorskiej miała miejsce kostiumowa prezentacja musicalu. Koncert miał cztery wystawienia od 7 do 10 marca w Lincoln Center Avery Wystąpili: Kelli O’Hara jako Eliza, Kelsey Grammer jako Higgins, Charles Kimbrough jako Pickering i Brian Dennehy jako Alfred Doolittle. Panią Higgins zagrała Marni Nixon – która podkładała w 1964 roku partie wokalne za Audrey Hepburn (grającą Elizę) w wersji filmowej musicalu.

#### 2007 Tour
Trasa koncertowa (na bazie spektaklu z West Endu z 2001) trwała od 12 września 2007 do 22 czerwca 2008. W produkcji wystąpili Christopher Cazenove jako Higgins, Lisa O’Hare jako Eliza, Walter Charles jako Pickering, Tim Jerome jako Alfred Doolittle i Marni Nixon jako pani Higgins.

#### 2018 Broadway
Najnowsze wznowienie na Broadwayu miało premierę w Vivian Beaumont Theatre 19 kwietnia 2018 i zakończyło się 7 lipca 2019 po 509 występach. Reżyserem był Bartlett Sher w obsadzie znaleźli się Lauren Ambrose jako Eliza, Harry Hadden-Paton jako Higgins, Allan Corduner jako Pickering, Diana Rigg jako pani Higgins. Spektakl od grudnia 2019 ruszył w trasę objazdową po Ameryce Północnej z udziałem Shereen Ahmeda w roli Elizy i Lairda Mackintosha jako Higgins.

### Wielka Brytania

#### 1958 West End prapremiera brytyjska
Produkcja na West Endzie, w której Harrison, Andrews, Coote i Holloway powtórzyli swoje nowojorskie role miała premierę 30 kwietnia 1958 r. w Theatre Royal przy Drury Lane. Wystawiano ją pięć i pół roku (2 281 przedstawień). Zena Dare wystąpiła w musicalu jako pani Higgins a Leonard Weir zagrał Freddy’ego. Harrison opuścił londyńską obsadę w marcu 1959, Andrews w sierpniu 1959 a Holloway w październiku 1959.

#### 1979 West End
Wznowienie londyńskie wyprodukowane przez Camerona Mackintosha i wyreżyserowane przez Alana Jaya Lernera miało premierę w Adelphi Theatre w październiku 1979 z udziałem Liz Robertson jako Elizy, Tony’ego Brittona jako Higginsa, Anny Neagle jako pani Higgins, Richarda Caldicota jako Pickering. Choreografia Gillian Lynne.

#### 2001 West End
Cameron Mackintosh wyprodukował także kolejną adaptację z premierą 15 marca 2001 roku w Royal National Theatre (przeniesiona do Theatre Royal, Drury Lane) w reżyserii Trevora Nunna z choreografią Matthew Bourne’a. W rolach głównych wystąpili: Martine McCutcheon jako Eliza i Jonathan Pryce jako Higgins, Dennis Waterman jako Alfred P. Doolittle. Spektakl zdobył trzy nagrody Oliviera. W grudniu 2001 Joanna Riding przejęła rolę Elizy, a w maju 2002 Alex Jennings (oboje również zdobyli nagrody Oliviera w kolejnym roku). Trasa koncertowa po Wielkiej Brytanii rozpoczęła się 28 września 2005 roku. W produkcji wystąpili Amy Nuttall jako Eliza, Christopher Cazenove jako Higgins, Russ Abbot jako Alfred Doolittle, a także Honor Blackman. Trasa zakończyła się 12 sierpnia 2006.

#### 2012 Produkcja Sheffield
Produkcja My Fair Lady została otwarta w Sheffield Crucible 13 grudnia 2012 roku. Carly Bawden odtwarzała Elizę, Dominic West grał Henry’ego Higginsa. Reżyserem był Daniel Evans. Produkcja trwała do 26 stycznia 2013.

### Polska
W Polsce spektakl był wystawiany ponad dwadzieścia razy. Polska prapremiera miała miejsce w ówczesnej operetce poznańskiej 14 listopada 1964 roku. Tłumaczenie Antoniego Marianowicza oraz Janusza Minkiewicza użyte w poznańskiej prapremierze było podstawą do prawie wszystkich późniejszych inscenizacji. Wyjątkiem jest spektakl bytomski z 2013 z tłumaczeniem Tomasza Domagały, w którym Eliza mówi gwarą śląską.
| Rok  | Miasto      | data premiery        | teatr                   | reżyser                 | Eliza                        | Higgins             | Pickering                    |
| ---- | ----------- | -------------------- | ----------------------- | ----------------------- | ---------------------------- | ------------------- | ---------------------------- |
| 1964 | Poznań      | 14 listopada 1964    | Operetka Poznańska      | Henryk Drygalski        | Jadwiga Kurzewska Ada Jarysz | Jerzy Golfert       |                              |
| 1965 | Kraków      | 14 maja 1965         | Operetka Krakowska      | Zofia Weissówna         |                              |                     |                              |
| 1965 | Lublin      | 16 czerwca 1965      | Operetka lubelska       | Roman Sykała            |                              |                     |                              |
| 1965 | Warszawa    | 11 września 1965     | Teatr Komedia           | Jan Biczycki            | Barbara Rylska               | Edmund Fetting      | Cezary Julski                |
| 1965 | Gdynia      | 4 grudnia 1965       | Teatr Muzyczny          | Stanisław Kwaskowski    |                              |                     |                              |
| 1966 | Łódź        | 10 kwietnia 1966     | Teatrz Powszechny       | Roman Sykała            |                              |                     |                              |
| 1966 | Częstochowa | 16 kwietnia 1966     | teatr Adama Mickiewicza | Henryk Drygalski        | Barbara Bargiełowska         | Jerzy Stasiuk       | Zbigniew Michałowski         |
| 1966 | Wrocław     | 3 grudnia 1966       | Operetka wrocławska     | Barbara Kostrzewska     |                              |                     |                              |
| 1975 | Gliwice     | 15 listopada 1975    | Operetka Śląska         | Mieczysław Daszewski    |                              |                     |                              |
| 1986 | Wrocław     | 28 lutego 1986       | Operetka wrocławska     | Leon Langer             |                              |                     |                              |
| 1986 | Warszawa    | 24 maja 1986         | Operetka warszawska     | Ryszard Pietruski       | Grażyna Brodzińska           | Daniel Kustosik     | Antoni Kłopocki              |
| 1986 | Poznań      | 21 czerwca 1986      | Teatr Muzyczny          | Bogusława Czosnowska    |                              |                     |                              |
| 1986 | Gdynia      | 4 października 1986  | Teatr Muzyczny          | Jerzy Gruza             | Beata Janisz-Andraszewicz    | Marek Rajski        | Kuba Zaklukiewicz            |
| 1986 | Łódź        | 10 października 1986 | Teatr Muzyczny          | Andrzej Żarnecki        | Hanna Matyskiewicz           | Andrzej Żarnecki    | Jerzy Nejman                 |
| 1987 | Kraków      | 28 lutego 1987       | Operetka Krakowska      | Stanisława Stanisławska |                              |                     |                              |
| 1993 | Bydgoszcz   | 5 czerwca 1993       | Opera Nova              | Andrzej Marczewski      | Katarzyna Matuszak           | Edward Stasiński    | Jerzy Gruszczyński           |
| 1995 | Szczecin    | 6 października 1995  | Opera na Zamku          | Włodzimierz Wilkosz     | Iwona Faj                    | Bogumił Majchrzak   | Mirosław Kosiński            |
| 1997 | Lublin      | 17 maja 1997         | Teatr Muzyczny          | Marcel Kochańczyk       | Agnieszka Kurkówna           | Jarosław Cisowski   | Jerzy Turowicz               |
| 2000 | Poznań      | 21 stycznia 2000     | Teatr Muzyczny          | Daniel Kustosik         | Anna Gębałówna               | Daniel Kustosik     | Włodzimierz Kalemba          |
| 2005 | Wrocław     | 7 października 2005  | Teatr Muzyczny          | Anna Kękuś              | Magdalena Szczerbowska       | Konrad Imiela       | Jacek Poks                   |
| 2008 | Bydgoszcz   | 20 września 2008     | Opera Nova              | Maciej Korwin           | Katarzyna Matuszak           | Edward Stasiński    | Jerzy Gruszczyński           |
| 2009 | Gdynia      | 4 kwietnia 2009      | Teatr Muzyczny          | Maciej Korwin           | Renia Gosławska              | Marek Richter       | Andrzej Śledź                |
| 2009 | Łódź        | 2 października 2009  | Teatr Wielki            | Maciej Korwin           | Patrycja Krzeszowska         | Andrzej Kostrzewski | Zenon Kowalski               |
| 2010 | Poznań      | 27 listopada 2010    | Teatr Muzyczny          | Daniel Kustosik         | Anna Lasota                  | Daniel Kustosik     | Arnold Pujsza                |
| 2013 | Bytom       | 11 maja 2013         | Opera Śląska            | Robert Talarczyk        | Anna Noworzyn                | Cezary Biesiadecki  | Tomasz Domagała              |
| 2021 | Szczecin    | 13 listopada 2021    | Opera na Zamku          | Jakub Szydłowski        | Anna Federowicz Anna Gigiel  | Janusz Kruciński    | Tomasz Łuczak Wojciech Socha |

### Wybrane inne produkcje

#### 1961 Berlin
Niemieckie tłumaczenie My Fair Lady miało premierę 1 października 1961 r. w Theater des Westens w Berlinie, z udziałem Karin Hübner i Paula Hubschmida. W szczytowym okresie zimnej wojny, zaledwie kilka tygodni po zamknięciu granic i wzniesieniu Muru Berlińskiego była to pierwsza inscenizacja musicalu broadwayowskiego w Berlinie od czasów II wojny światowej. Spektakl był postrzegany jako symbol kulturalnego renesansu i oporu Berlina Zachodniego. Produkcja pozostawała na afiszu przez dwa lata.

#### 2008 Australia
Australijska trasa wyprodukowana w Sydney Opera House rozpoczęła się w maju 2008 roku. W produkcji wystąpili: Taryn Fiebig jako Eliza, Reg Livermore jako Higgins, Robert Grubb jako Alfred Doolittle.

#### 2010 Paryż
Produkcja została wystawiona w języku angielskim w Théâtre du Châtelet w Paryżu w ramach cyklu 27 przedstawień od 9 grudnia 2010 do 2 stycznia 2011. W obsadzie: Sarah Gabriel – Eliza, Alex Jennings – Higgins, Nicholas Le Prevost – Pickering.

#### 2016 Australia
Sydney Opera House ponownie wystawiło My Fair Lady w dniach od 30 sierpnia do 5 listopada 2016. Spektakl wyreżyserowała prapremierowa Eliza, Julie Andrews w oparciu o scenografię i kostiumy oryginalnej produkcji z 1956 roku. Produkcja była ogromnym sukcesem, bijąc rekord sprzedaży biletów Sydney Opera House. W 2017 roku spektakl przeniesiono do Brisbane (od 12 marca) i Melbourne (od 11 maja). Powrót do Sydney do Capitol Theatre w dniach od 24 sierpnia do 10 września 2017 zakończył tour. W obsadzie wystąpili: Anna O’Byrne jako Eliza, Alex Jennings jako Higgins, Tony Llewellyn-Jones jako Pickering.

### Postaci i odtwórcy ról
| Postać                                   | Broadway (1956)    | West End (1958)  | Broadway (2018)    |
| ---------------------------------------- | ------------------ | ---------------- | ------------------ |
| Eliza Doolittle młoda kwiaciarka         | Julie Andrews      | Julie Andrews    | Lauren Ambrose     |
| Henry Higgins profesor fonetyki          | Rex Harrison       | Rex Harrison     | Harry Hadden-Paton |
| Alfred P. Doolittle ojciec Elizy         | Stanley Holloway   | Stanley Holloway | Norbert Leo Butz   |
| Pani Higgins matka profesora             | Cathleen Nesbitt   | Zena Dare        | Diana Rigg         |
| Pułkownik Hugh Pickering fonetyk z Indii | Robert Coote       | Robert Coote     | Allan Corduner     |
| Freddy Eynsford-Hill adorator Elizy      | John Michael King  | Leonard Weir     | Jordan Donica      |
| Pani Pearce służąca Higginsa             | Philippa Bevans    | Betty Woolfe     | Linda Mugleston    |
| Zoltan Karpathy fonetyk z Węgier         | Christopher Hewett | Max Oldaker      | Manu Narayan       |

## Streszczenie fabuły
Eliza Doolittle jest uliczną kwiaciarką londyńską z niższych sfer posługującą się deprecjonującym akcentem cockneya. Profesor fonetyki Henry Higgins spotyka ją w Covent Garden i ubolewa nad wulgarnością dialektu (Why Can’t the English?). Na placu pojawia się pułkownik Hugh Pickering, językoznawca z Indii, który przyjechał poznać Higginsa, ten zaprasza go do pozostania w swoim domu. Eliza i jej przyjaciele zastanawiają się, jak by to było prowadzić wygodne życie, mając pieniądze (Wouldn’t It Be Loverly?).
Ojciec Elizy, Alfred Doolittle, szuka następnego ranka pieniędzy na drinka (With a Little Bit of Luck). Eliza przychodzi do domu Higginsa, prosząc o lekcję eleganckiego wysławiania, aby mogła znaleźć pracę w kwiaciarni. Higgins zakłada się z Pickeringiem, że w ciągu sześciu miesięcy nauczy Elizę prawidłowego mówienia, co pozwoli jej uchodzić za damę. Eliza zamieszkuje w domu Higginsa. Stary kawaler Higgins, pochłonięty sobą i mizoginiczny, nie potrafi zrozumieć kobiet (I’m an Ordinary Man), swoimi lekcjami doprowadza Elizę do frustracji. Ta wyobraża sobie różne sposoby zabicia go (Just You Wait). Służący Higginsa rozpaczają nad stresującą atmosferą (The Servants’ Chorus (Poor Professor Higgins)). Nauka nie przynosi postępów, Higgins ma zamiar się poddać, lecz nagle podczas jednego z ćwiczeń dykcji Eliza zdobywa prawidłowy akcent (The Rain in Spain). Gospodyni domowa, pani Pearce, nalega, aby Eliza poszła spać; ta, podekscytowana sukcesem, przyznaje, że „mogłaby przetańczyć całą noc” (I Could Have Danced All Night).
Higgins w celu testu zabiera Elizę do loży swojej matki na wyścigowym Ascot (Ascot Gavotte). Pod wpływem emocji Eliza zapomina się, wykrzykując w emocjach wulgarne słowa swym wrodzonym akcentem. Mimo to oczarowuje młodego dżentelmena Freddy’ego Eynsforda-Hilla, który obiecuje, że będzie stał pod jej oknami całą noc (On the Street Where You Live).
Ostatecznym testem Elizy jest odgrywanie damy na balu w ambasadzie sześć tygodni później. Wszyscy ją podziwiają, a królowa Siedmiogrodu zaprasza ją do tańca z księciem (Eliza’s Entrance/Embassy Waltz). Obecny na balu węgierski fonetyk Zoltan Karpathy próbuje odkryć pochodzenie Elizy, tańcząc z nią.

### Akt II
Bal jest sukcesem; Karpathy ogłasza że Eliza jest węgierską księżniczką. Po powrocie do domu Pickering i Higgins rozkoszują się swoim triumfem dydaktycznym (You Did It), nie zwracając uwagi na Elizę. Upokorzona dziewczyna jest urażona (Just You Wait [Reprise]), że potraktowano ją tylko jako obiekt eksperymentu – pakuje się i wychodzi z domu Higginsa. Wychodząc, napotyka Freddy’ego, który wyznaje jej miłość (On the Street Where You Live [Reprise]). Eliza stwierdza, że jeśli Freddy ją naprawdę ją kocha, musi to udowodnić (Show Me).
Eliza wraca do Covent Garden, ale nie czuje się już tam jak u siebie (The Flower Market/Wouldn’t It Be Loverly? [Reprise]). Jej ojciec, za poleceniem Higginsa, otrzymał niespodziewany zapis od amerykańskiego milionera i szykuje się do ślubu ze swą ukochaną – właśnie wychodzi na noc kawalerską (Get Me to the Church on Time).
Higgins, budząc się następnego ranka, odkrywa nieobecność Elizy. Dywagując, dlaczego odeszła po triumfie na balu, dochodzi do błędnego wniosku, że mężczyźni są rozsądniejsi od kobiet (A Hymn to Him). Pickering opuszcza dom Higginsa, aby pomóc odnaleźć Elizę. Dziewczynę spotyka w domu swojej matki. Eliza oświadcza, że już go nie potrzebuje (Without You). Higgins po powrocie do domu uświadamia sobie, jak bardzo przywiązał się do Elizy (I’ve Grown Accustomed to Her Face). Odsłuchuje z sentymentu nagranie, które wykonał w pierwszym dniu lekcji Elizy i, słysząc własne ostre słowa, uświadamia sobie swój błąd. Eliza nagle pojawia się w jego domu, również świadoma głębokich uczuć do Higginsa. Profesor usiłuje niezręcznym żartem zamaskować swoją radość.

## Lista utworów
|  | Akt I - Overture – Orkiestra - Why Can’t the English? – Profesor Higgins - Wouldn’t It Be Loverly? – Eliza i kwartet męski - With a Little Bit of Luck – Alfred Doolittle, Harry, Jamie i Zespół - I’m an Ordinary Man – Profesor Higgins - With a Little Bit of Luck (Reprise) – Alfred Doolittle i Zespół - Just You Wait – Eliza - The Servants’ Chorus (Poor Professor Higgins) – Pani Pearce i Słudzy - The Rain in Spain – Profesor Higgins, Eliza i pułkownik Pickering - I Could Have Danced All Night – Eliza, Pani Pearce i Słudzy - Ascot Gavotte – Zespół - On the Street Where You Live – Freddy - Eliza’s Entrance/Embassy Waltz – Orkiestra | Akt II - You Did It – Pułkownik Pickering, Profesor Higgins, Pani Pearce, Słudzy - Just You Wait (Reprise) – Eliza - On the Street Where You Live (Reprise) – Freddy - Show Me – Freddy i Eliza - The Flower Market/Wouldn’t It Be Loverly? (Reprise) – Eliza i kwartet męski - Get Me to the Church on Time – Alfred Doolittle i Zespół - A Hymn to Him – Profesor Higgins i Pułkownik Pickering - Without You – Eliza i Profesor Higgins - I’ve Grown Accustomed to Her Face – Profesor Higgins - I Could Have Danced All Night (Reprise) / Finale – Orkiestra |

## Nagrody
| Rok  | Nagroda                | Kategoria                           | Nominat            |
| ---- | ---------------------- | ----------------------------------- | ------------------ |
| 1957 | Nagroda Tony           | Najlepszy musical                   | Najlepszy musical  |
| 1957 | Nagroda Tony           | Najlepszy występ aktora w musicalu  | Rex Harrison       |
| 1957 | Nagroda Tony           | Najlepszy występ aktorki w musicalu | Julie Andrews      |
| 1957 | Nagroda Tony           | Najlepszy reżyser musicalu          | Moss Hart          |
| 1957 | Nagroda Tony           | Najlepsza scenografia               | Oliver Smith       |
| 1957 | Nagroda Tony           | Najlepsze kostiumy                  | Cecil Beaton       |
| 1957 | Nagroda Tony           | Najlepszy dyrektor muzyczny         | Franz Allers       |
| 1976 | Nagroda Tony           | Najlepszy występ aktora w musicalu  | George Rose        |
| 2002 | Laurence Olivier Award | Najlepszy aktor musicalowy          | Jonathan Pryce     |
| 2002 | Laurence Olivier Award | Najlepsza aktorka w musicalu        | Martine McCutcheon |
| 2002 | Laurence Olivier Award | Najlepsza choreografia              | Matthew Bourne     |
| 2003 | Laurence Olivier Award | Najlepszy aktor musicalowy          | Alex Jennings      |
| 2003 | Laurence Olivier Award | Najlepsza aktorka w musicalu        | Joanna Riding      |
| 2018 | Nagroda Tony           | Najlepsze kostiumy                  | Catherine Zuber    |

## Rejestracja musicalu

### Filmowa

#### 1964
W 1964 powstała adaptacja filmowa w reżyserii George’a Cukora. Rex Harrison ponownie odtwarzał rolę Higginsa. Zamiast Julie Andrews w roli Elizy obsadzono Audrey Hepburn, ponieważ Jack L. Warner, szef Warner Bros., który wyprodukował film chciał „gwiazdy o dużej rozpoznawalności” uznając, że Andrews nie ma doświadczenia filmowego (Andrews udowodniła Warnerowi błąd – w tym samym roku zdobywając zarówno Oscara, jak i Złoty Glob dla najlepszej aktorki za rolę w innym musicalu – Mary Poppins). Producent podjął także decyzję o zdubbingowaniu prawie całej partii wokalnej Elizy przez sopranistkę Marni Nixon. Lerner (autor) nie lubił filmowej wersji musicalu, uważając, że zbyt odbiega od wersji scenicznej, był niezadowolony z obsady Hepburn oraz że film został nakręcony w całości w studio Warner Bros., a nie w Londynie.
Pomimo kontrowersji adaptacja My Fair Lady odniosła ogromny sukces zdobywając osiem Oscarów – w tym dla najlepszego filmu roku, najlepszego aktora (dla Rexa Harrisona), najlepszego reżysera (George Cukor).

#### Niezrealizowana (2008–2017)
Columbia Pictures ogłosiła plany nowej adaptacji w roku 2008 we współpracy z Cameronem Mackintoshem. Zamierzeniem było kręcenie w autentycznych plenerach: Covent Garden, Drury Lane, Tottenham Court Road, Wimpole Street i na torze wyścigowym Ascot. John Madden był rozpatrywany jako reżyser a Colin Firth i Keira Knightley (później Carey Mulligan) jako odtwórcy głównych ról. Emma Thompson napisała nową adaptację scenariusza, lecz projekt został odłożony na półkę w 2017.